# Echeneidae
Az Echeneidae a csontos halak (Osteichthyes) főosztályának sugarasúszójú halak (Actinopterygii) osztályába, ezen belül a sügéralakúak (Perciformes) rendjébe tartozó család.
Az Echeneidae halcsaládba 3 élő halnem és 8 élő faj tartozik.

## Rendszerezés
A családba az alábbi 3 halnem tartozik:
- Echeneis Linnaeus, 1758 - 2 faj; típusnem
- Phtheirichthys Gill, 1862 - 1 faj
  - Phtheirichthys lineatus (Menzies, 1791)
- Remora Gill, 1862 - 5 faj